# Злыднева, Наталия Витальевна
Ната́лия Вита́льевна Злы́днева (род. 2 января 1952, Москва) — советский и российский искусствовед, литературовед, культуролог. Доктор искусствоведения (1999). Заведующая отделом истории культуры славянских народов Института славяноведения Российской академии наук, главный научный сотрудник отдела русской культуры Института мировой культуры Московского государственного университета имени М. В. Ломоносова (с 2007 по 2019), ведущий научный сотрудник сектора искусства Центральной Европы Государственного института искусствознания Министерства культуры Российской Федерации (с 2009).

## Биография
Наталия Злыднева родилась 2 января 1952 года в Москве.
В 1974 году окончила отделение истории и теории искусства исторического факультета Московского государственного университета имени М. В. Ломоносова. В 1979 году окончила аспирантуру Всесоюзного научно-исследовательского института искусствознания (ВНИИИ) Министерства культуры СССР, в 1980 году защитила диссертацию на соискание учёной степени кандидата искусствоведения на тему «Проблема мемориала в творчестве архитектора В. Богдановича».
С 1981 года работает в Институте славяноведения Академии наук СССР (с 1991 года — Институт славяноведения Российской академии наук), где последовательно занимала должности младшего научного сотрудника, научного сотрудника, старшего научного сотрудника, ведущего научного сотрудника, заведующего отделом истории культуры славянских народов. В 1999 году защитила диссертацию на соискание учёной степени доктора искусствоведения на тему «Балканский менталитет и изобразительное искусство» в Государственном институте искусствознания (ГИИ) Министерства культуры Российской Федерации. С 2007 по 2019 год — главный научный сотрудник отдела русской культуры Института мировой культуры Московского государственного университета имени М. В. Ломоносова (по совместительству), с 2009 года — ведущий научный сотрудник сектора искусства Центральной Европы Государственного института искусствознания (по совместительству).
Область научных интересов: семиотика и структура текста, проблемы визуального нарратива и мифопоэтики, искусство и культура южных славян, литература и искусство XX века, творчество Андрея Платонова.
С 2010 по 2018 год преподавала авторские спецкурсы и семинары для аспирантов и стажёров Московской государственной консерватории имени П. И. Чайковского. Преподавала в Московском государственном университете имени М. В. Ломоносова, Университете Вашингтона и Ли, Вирджиния, США (1995—1996), Таллинском университете, Таллинн, Эстония (2002), Ягеллонском университете (2019), Краков, Польша; читала лекции и делала доклады в университетах Венгрии, Германии, Канады, Нидерландов, Польши, Сербии, США, Финляндии, Хорватии, Швейцарии, Эстонии.
Проходила научные стажировки в Белградском университете (1976—1977), Торонтском университете (1993). В 1991—1993 годах была координатором и переводчиком фонда Джорджа Сороса «Открытое общество».
Владеет английским, сербохорватским, польским, французским, немецким, эстонским языками.

## Участие в профессиональных и творческих организациях
- Член Совета по мировой культуре при Президиуме Российской академии наук[1]
- Член Союза художников России (ранее СССР) по секции критики (с 1990)[1]
- Член Ассоциации искусствоведов (с 1996)[1][3]

## Награды и премии
- Грамота Российской академии наук за отличный труд (2005)[2]